# Rex Lee
Pour les articles homonymes, voir Lee.
Rex Lee est un acteur américain, né le 7 janvier 1969 à Warren dans l'Ohio. Il est principalement connu pour son rôle de Lloyd dans la série télévisée Entourage.

## Biographie
Rex Lee nait à Warren dans l'Ohio. Ses parents sont des immigrés venant de Corée. Il grandit ensuite dans le Massachusetts et la Californie et sort diplômé du Conservatoire de musique d'Oberlin.
Après de petits boulots, il travaille dans une compagnie de théâtre pour enfants, Imagination Company, comme assistant au casting. Il fait ses débuts au cinéma dans le film Word of Mouth en 1999 où il tient un tout petit rôle. En 2004, il est directeur de casting du court-métrage The Cure for a Diseased Life. Il décroche ensuite des petits rôles dans des séries télévisées comme Twins, What About Brian et Zoé.
C'est en 2005 qu'il se fait connaitre en décrochant le rôle de Lloyd Lee dans la série télévisée Entourage diffusée sur HBO. Le personnage apparaît dès la saison 2 et devient rapidement un personnage récurrent. Rex Lee y tient le rôle de l'assistant homosexuel de l'agent Ari Gold.
En 2010, il incarne le dictateur nord-coréen Kim Jong-il dans un court-métrage humoristique sur l'adoption.

## Filmographie

### Acteur
- 1994 : Le Monde de Dave (Dave's World), série télévisée (saison 2, épisode 1): le donneur de ticket
- 1994 : America's Most Wanted, série télévisée (1 épisode) : Choi
- 1999 : Redemption High, mini-série télévisée : le manager
- 1999 : Word of Mouth de Tom Lazarus : Justin
- 2001 : Les Associées (The Huntress), série télévisée (saison 1, épisode 22[3]) : le coordinateur
- 2002 : Son of the Beach, série télévisée (saison 3, épisode 10) : Bellboy
- 2003 : Le Monde merveilleux d'Andy Richter (Andy Richter Controls the Universe), série télévisée (saison 2, épisode 12) : l'Asiatique
- 2003 : The Matrices, court-métrage vidéo de Dominic Mah et Jennifer Phang : l'assistant de l'agent
- 2003 : Lucky, série télévisée (saison 1, épisode 7) : Jack
- 2005-2011 : Entourage, série télévisée (saisons 2 à 8) : Lloyd Lee
- 2005 : Twins, série télévisée (saison 1, épisode 4) : Kenny
- 2006 : Mothers Be Good, court-métrage de Lynne Moses : un vendeur
- 2006 : What About Brian, série télévisée (saison 1, épisode 4) : Jeremy
- 2007 : Target Audience 9.1 de Dominic Mah : Lance
- 2007 : Midnight Boycow de Jennifer Phang : Rex
- 2008 : Zoé (Zoey 101), série télévisée (saison 4, épisode 9) : le maître d'hôtel
- 2008 : Shades of Ray de Jaffar Mahmood : Dale
- 2010 : The Adoption Agency, court-métrage de Bridger Nielson : Kim Jong-il
- 2010 : Glenn Martin DDS, série télévisée : le gay (voix)
- 2011 : Suburgatory, série télévisée : Mr Wolfe
- 2012 : Glee, série télévisée : Juré
- 2014 - 2018 : Young and Hungry : Elliot Park
- 2015 : Entourage de Doug Ellin
- 2015 : Bienvenue chez les Huang (Fresh Off the Boat) : Oscar Chow (saison 1, épisode 10)
- 2020 : Feel The Beat : Welly Wong

### Directeur de casting
- 2004 : The Cure for a Diseased Life (court-métrage) de Ray Chang